# Rosalie Beuret Siess
Pour les articles homonymes, voir Beuret et Siess.
Rosalie Beuret Siess, née le 24 août 1978 à Porrentruy (originaire des Breuleux), est une personnalité politique suisse, membre du Parti socialiste. Elle est membre du Gouvernement jurassien depuis mars 2020, à la tête du département des finances.

## Biographie
Rosalie Beuret Siess naît Rosalie Beuret le 24 août 1978 à Porrentruy, dans le canton du Jura, en Suisse. Elle est originaire d'une autre commune jurassienne, Les Breuleux, dans le district des Franches-Montagnes.
Fille d'un fleuriste et d'une enseignante, Rosalie Beuret Siess effectue sa scolarité à Porrentruy. Elle obtient sa maturité en 1997, puis étudie les sciences sociales à l'Université de Lausanne où elle décroche une licence en 2002.
Elle a ensuite travaillé notamment pour Équiterre à Genève (avec Natacha Litzistorf) ainsi que comme déléguée au développement durable pour le Service du développement territorial du canton du Jura (2002-2014).
Elle est mariée à un enseignant. Ils ont deux enfants, nés en 2006 et 2008.
Elle se déclare sans confession.

### Parcours politique

#### Niveau communal
Rosalie Beuret Siess siège au Conseil de Ville (parlement) de Porrentruy de 2005 à 2018.
De 2018 à 2020, elle est conseillère municipale (exécutif), à la tête du département de l’équipement en ville de Porrentruy,.

#### Niveau cantonal
En 2016, elle est élue députée au Parlement du canton du Jura.
À la suite de la démission de Charles Juillard, elle est candidate à l'élection complémentaire au Gouvernement jurassien. Elle met en avant les thèmes de l'écologie et de l'égalité. Elle est élue au deuxième tour, le 1er mars 2020,, privant le Parti démocrate-chrétien de sa place de premier parti du canton. Avec son élection, le gouvernement jurassien compte pour la première fois deux femmes,.
Le 8 novembre 2020, elle est réélue au deuxième tour au gouvernement avec 44,53 % des voix,. Elle accède à la présidence du gouvernement en 2024.

#### Niveau fédéral
En 2011, elle est candidate au Conseil des États avec Claude Hêche. Nettement devancée par son colistier, elle termine au 3e rang, avec 1640 voix de moins qu'Anne Seydoux-Christe (élue avec 8754 voix),.